# Rathkea jaschnowi
Rathkea jaschnowi är en nässeldjursart som beskrevs av Noumov 1956. Rathkea jaschnowi ingår i släktet Rathkea och familjen Rathkeidae. Inga underarter finns listade i Catalogue of Life.